# 鋭角 (自動車教習)
鋭角（えいかく）とは日本の四輪自動車教習及び免許試験に使用される狭路の一種。

## 概要
V字形のコースで、第二種運転免許（大型二種、中型二種、普通二種）の卒業検定や技能試験で必ず検査される課題の一つ。最低1回、多くとも3回まで切り返しが必要となる。特殊な形状の道路において車両感覚を捉え、適切な切り返しにより、安全に通行できるようにするのが目的。
深く入り過ぎたり、速度が速すぎたり、ハンドルを回し足りなかったりすると、外側前輪を乗り上げてしまい脱輪させてしまう。
逆に、ハンドルを回すタイミングが早かったり、ハンドルを回し過ぎたり、曲がる方向に寄せ過ぎたり（内輪差を考えなかったり）すると、内側後輪を乗り上げてしまい脱輪させてしまう。また、後退しすぎても脱輪させてしまうため、後方感覚も重要といえる。
もし、万一脱輪した場合、脱輪しそうになった場合には、切り返しをする必要がある。
脱輪したのにもかかわらず、そのまま進んだ場合は、検定中止（不合格）となる。 また、切り返しをするにも限度があり、3回までの切り返しは減点はないが、4回切り返しをしてしまうと、検定中止（不合格）となる。
また、鋭角については、切り返しをしなくても通過できる場合があるが、その場合だと試験課題履行条件を満たさないため、もう一度行うか、場合によっては減点、検定中止されることもある。

## 手順
ここでは、右折れコースについて述べる。（）内は左折れコースの場合。
1. 鋭角コースに進入したら、なるべく左端（右端）に車体を寄せる。
2. 車両前端がコースの縁に近づいたら、ハンドルを右（左）いっぱいに切る。その際、右側(左側)の後輪が脱輪しないよう注意。
3. 運転席部分をコース外に出すようにゆっくり進みながら、前輪がコース外に出る直前で停止。停止前には、ハンドルを戻しておく。
4. 後退、動き出したらハンドルを左（右）いっぱいに切り、右（左）に切れば出られそうな所まで下げる。停止直前にハンドルを戻す。下がりすぎに注意。
5. 左前輪・右後輪（右前輪・左後輪）に注意しつつ、ハンドルを右（左）に切って前進。

## 前輪（外側）が通れない場合
1. 後方確認をする
2. ハンドルを反対側に回しながらバックする
3. 安全な間隔がとれたらハンドルを再び元の方向に戻し、安全な間隔を保ちながら通過する

## 後輪（内側）が通れない場合
1. 後方確認をする
2. ハンドルを回さずにそのままバックする
3. ある程度バックしたら道路と平行になるようにハンドルを戻し、更に少し余分にバックする
4. 安全な間隔がとれたら、内側に適切な間隔を取りながら前進する